# CUSUM
El CUSUM (de l'anglès cumulative sum) és una tècnica d'anàlisi seqüencial creat per la Universitat de Cambridge. Es basa en l'algorisme SPRT (creat per Abraham Wald) i va ser presentat a la revista científica Biometrika l'any 1954.

## Descripció
L'algorisme CUSUM (de l'anglès CUmulative SUMs) va ser desenvolupat per la universitat de Cambridge. És un algorisme d'anàlisi seqüencial que permet monitorar canvis bruscs en processos continus.
CUSUM es va crear amb l'objectiu de millorar els gràfics de control anteriors que estaven limitats per basar-se en el comportament de la distribució normal (considerar alarmes quan un valor sobrepassava 3 vegades la desviació estàndard, ±3σ). Aquesta limitació comportava que els gràfics de control previs només poguessin detectar llargues variacions i que es produís un gran lapse de temps entre l'aparició i la detecció de la falla.
Aquest mètode és una reinterpretació dels límits de control orientat a reduir el temps entre l'aparició d'una falla i la seva detecció. Al mateix temps, el CUSUM no augmenta la taxa de falses alarmes. Es basa en gràfics de control anteriors i es pot usar com a complement a aquests.

## Mètode
Els gràfics de control interpreten les mesures obtingudes com a variacions respecte al valor esperat mitjançant la desviació estàndard. Per exemple, una observació es pot descriure amb la següent fórmula:
{\displaystyle x={\bar {x}}+z\sigma }
I, generalment, es considera que una observació és una alarma quan Z pren com a valor un valor superior a 3 o inferior a -3. Z es pot definir també de la següent manera:
{\displaystyle z={\frac {{\bar {x}}-{\bar {\bar {x}}}}{{\hat {\sigma }}_{\bar {x}}}}}
CUSUM utilitza aquesta representació per a detectar d'una manera més ràpida quan les observacions del procés no són les esperades. S'utilitzen dos índex diferents: {\displaystyle S_{H}} per a detectar les desviacions per sobre de la mitjana i {\displaystyle S_{L}} per detectar les que es troben per sota. Els índexs {\displaystyle S_{H}} i {\displaystyle S_{L}}, a part de l'observació actual, també tenen en compte les mostres anteriors. Aquest fet és el que permet detectar un error més ràpidament ja que permeten observar tendències en el procés monitorat.
Els índexs {\displaystyle S_{H}}, {\displaystyle S_{L}} i l'alarma es defineixen de la següent manera:
{\displaystyle S_{H_{i}}=max|0,(z_{i}-k)+S_{H_{i+1}}|}
{\displaystyle S_{L_{i}}=max|0,(-z_{i}-k)+S_{L_{i+1}}|}
{\displaystyle Alarma=(S_{H}>h\lor S_{L}>h)}

On {\displaystyle k} és el paràmetre que defineix la sensibilitat del sistema en termes de desviació estàndard i {\displaystyle h} és el llindar que determina si s'ha produït un error o no.
Habitualment {\displaystyle k} pren com a valor 0.5 i el valor de {\displaystyle h} és 4 o 5. La tassa de falses alarmes(ARL) per aquests valors és de 168 i 465 respectivament.

## Exemple
En el següent exemple es mostren 15 observacions d'un procés amb un valor X de mitjana 0 i una desviació estàndard de 0,5. Es pot observar com el valor de Z mai és superior a 3, per tant amb altres gràfics de control no s'hauria detectat la falla, mentre que mitjançant CUSUM en la mostra 17 el valor de SH és superior a 4.

## Usos
El cusum és usat sobretot en l'entorn industrial i el seu ús és freqüent en diferents tasques com el control de processos i el control estadístic de processos, el control de qualitat, la detecció de falles,
l'automatització.
Existeixen variants del CUSUM per a millorar el seu funcionament. Un exemple és el FIR CUSUM (Fast Inicial Reponse), que inicialitza Sh i Sl a h/2 per tal de detectar falles en els estats inicials del procés.
També s'utilitzen combinacions del CUSUM amb Shewhart Charts, d'aquesta manera s'incorpora el control per valors molt atípics (amb un error superior a 3 desviacions estàndard).